# Mario Escudero
Pour les articles homonymes, voir Escudero.
Mario Escudero (né le 11 octobre 1928 à Alicante et décédé le 19 novembre 2004 à Miami en Floride) est un guitariste espagnol de flamenco. 

## Biographie
Encore enfant, il part pour Madrid pour étudier la guitare et se fait appeler « Niño de Alicante » durant ses premières représentations. Il donne son premier concert en 1937 alors qu'il n'a que neuf ans à Bordeaux dans la salle de cinéma Galia où le spectacle est présenté par Maurice Chevalier. 
Il fait ses débuts en 1944 à Madrid au Teatro Español avec Vicente Escudero, Ramón Montoya, et Jacinto Almadén. Dès lors, il entame une tournée dans toute l'Espagne accompagné de Tomás Pavón, La Niña de los Peines, José Cepero, Antonio Mairena, Mojama Juanito, El Sevillano, Canalejas de Puerto Real, Pepe el de la Matrona, Pericón de Cádiz et bien d'autres grands chanteurs de cette époque. Il voyage ensuite en Europe et aux États-Unis dans la troupe de Carmen Amaya, Vicente Escudero, et Antonio et Rosario. Au cours de l'une de ses tournées avec Vicente Escudero il décide de s'installer aux États-Unis. Il acquiert alors une renommée en tant que guitariste soliste, surtout après sa première performance en 1955 au Carnegie Hall de New York, mais aussi grâce ses nombreux enregistrements. Il se lie d’amitié avec Sabicas et ils enregistrent ensemble de nombreux titres, un peu plus tard ils rencontrent Paco de Lucía et l’encouragent à développer ses compositions personnelles. 
Paco de Lucía enregistre[Quand ?] Impetu, l'un des titres composés par Mario Escudero sur l'album La fabulosa guitarra de Paco de Lucia. Ses compositions illustrent de nombreux films Café Cantante, A Toast to Manolete, et Jalisco canta en Sevilla. 
Sa renommée se propage à travers le monde, il est aussi considéré comme l'un des premiers guitaristes flamenco de concert. En 1984, il retourne en Espagne et donne un concert à la troisième Biennale de Flamenco Arte Ciudad de Séville, et se produit en 1985 à Madrid, lors de la troisième Cumbre Flamenca.  Il ouvre aussi une école de guitare à Séville dans le quartier traditionnel de Triana. 
Souffrant de la maladie de Parkinson. Mario Escudero décède le 19 novembre 2004 à Miami, en Floride, ses cendres sont dispersées à Madrid,,.

## Discographie
- Estrellita Castro, sur 2 titres (EMI)[1]
- El Pili, avec Mario Escudero et Alberto Velez (réédition de l'original français c. l952) (Esoteric Records)
- Flamenco, Mario Escudero (Folkways) (55 tours)
- Nino de Alicante, (Mario Escudero sous le pseudonyme de Niño de Alicante) (Folkways)
- Fiesta flamenca, Mario Escudero et le bailete de la compagnie Vicente Escudero (MGM)
- Vicente Escudero, chante accompagné par Mario Escudero (Columbia)
- Guitar variations, Mario Escudero en solo et accompagne Domingo Alvarado, (Montilla)
- Mario Escudero and his flamenco guitar (Montilla)
- Temas de espana, Luisa Triana et Mario Escudero et Chinin de Triana (Montilla)
- Flamenco carnival, Mario Escudero avec Enrique Montoya et Anita Ramos (Period)
- Danzas y canciones de Andalucia, Mario Escudero, Carlos Ramos, Niño de Almaden (Esoteric)
- Flamenco (Aamco) (pareil que le précédent album)
- Ole Flamenco (Counterpoint)
- Fiesta Flamenca, plusieurs artistes avec M. Escudero sur 3 titres avec Enrique Montoya (Montilla)
- Federico Garcia Lorca, Poemas del Cante Jondo, Mario Escudero accompagne Enrique Montoya (Spanish Music Center)
- Juega gitana, Mario Escudero accompagne Enrique Montoya (Spanish Music Center)
- Mario Escudero y su Ballet Flamenco (Montilla)
- Flamenco, Mario Valero group with Jose Alvarez (Treasure) (identique au précédent album)
- Flamenco Festival in Hi Fi, Nino de Alicante (Design)
- Viva Flamenco, Mario Escudero flamenco company (Decca)
- Flamenco, Niño de Alicante et Enrique Montoya, (Whitehall)
- Ritmos flamencos, Nino de Alicante, (Atcoet Musical Heritage Society)
- The fantastic guitars of Sabicas and Escudero (Decca)
- The Romantic guitars of Sabicas and Escudero (Decca)
- Sabicas y Escudero (Montilla)
- Mario Escudero (ABC Paramount)
- Mario Escudero, Fiesta Flamenca (ABC)
- Escudero at el Poche, Mario accompagne Pepe Segundo and Anita Ramos (ABC)
- Mario Escudero Plays Classical Flamenco Music (Musical Heritage Society MHS) (2 enregistrements)
- Classical Flamenco Guitar (réédition de Esoteric albums) (Everest)
- Flamenco Fire, El Pili avec Araceli Vargas, Escudero de l’album Flamenco Carnival album, Tradition Everest 2087
- Mario Escudero in concert at the "Y", chanteur Luis Vargas, Guitar Review